# Meu Jeito, Seu Jeito
Meu Jeito, Seu Jeito è il secondo e ultimo album in studio del gruppo musicale pop brasiliano Rebeldes, pubblicato nel 2012.
L'album ha venduto circa 80 000 copie in tutto il Brasile.

## Lista dei canzoni
1. Tá em Casa (Rick Bonadio, Gee Rocha, Di Ferrero, Gui Vicente) - 2:59
2. Certos Dias (Rick Bonadio, Gee Rocha, Di Ferrero, Gui Vicente) - 3:38
3. Meu Jeito, Seu Jeito (Rick Bonadio, Gee Rocha, Di Ferrero, Gui Vicente) - 3:16
4. Liberdade Consciente (Rick Bonadio, Gee Rocha, Di Ferrero, Gui Vicente) - 3:20
5. Começo, Meio e Fim (Rick Bonadio, Gee Rocha, Di Ferrero, Gui Vicente) - 3:25
6. Falando Sozinho (Rick Bonadio, Gee Rocha, Di Ferrero, Gui Vicente) - 3:16
7. Sonho Real (Rick Bonadio, Gee Rocha, Di Ferrero, Gui Vicente) - 3:34
8. Só Amanhã (Rick Bonadio, Gee Rocha, Di Ferrero, Gui Vicente) - 3:15
9. A Voz das Estrelas (Rick Bonadio, Gee Rocha, Di Ferrero, Gui Vicente) - 3:14
10. Recomeço (Rick Bonadio, Gee Rocha, Di Ferrero, Gui Vicente) - 3:45
11. Na Mesma Frequência (Rick Bonadio, Gee Rocha, Di Ferrero, Gui Vicente) - 3:21
12. Aperta o Start (Rick Bonadio, Gee Rocha, Di Ferrero, Gui Vicente) - 3:26

## Formazione
- Sophia Abrahão
- Micael Borges
- Lua Blanco
- Arthur Aguiar
- Mel Fronckowiak
- Chay Suede